# يان زفامردام
يان زفامردام (12 فبراير 1637 - 17 فبراير 1680) كان عالم أحياء هولندي واختصاصي مجاهر. وقد أظهر عمله على الحشرات أن المراحل المختلفة خلال حياة حشرة - البيضة، اليرقة، العذراء، والحشرة الناضجة هي أشكال مختلفة من نفس الحيوان. وكجزء من أبحاثه التشريحية قام بتنفيذ تجارب على انقباض العضلات. وفي عام 1658 كان أول من راقب ووصف كرات الدم الحمراء. وكان واحداً من أول الناس لاستخدام المجهر في التشريح، وظلت تقنياته مفيدة لمئات السنين.

## تعليمه
عُمِّد زفامردام في 15 فبراير عام 1637 في أود كيرك (الكنيسة القديمة) في أمستردام. عمل والده عطارًا، وجامعًا هاوٍ للمعادن والعملات والحفريات والحشرات من شتى بقاع الأرض. توفيت والدته بارتس يانس كورفرس في عام 1661.
عندما كان في ريعان شبابه، ساعد زفامردام والده في أعماله المثيرة للفضول. على الرغم من رغبة والده في أن يدرس ابنه اللاهوت، بدأ زفامردام في دراسة الطب عام 1661 في جامعة لايدن. درس تحت توجيه كل من يوهانس فان هورن وفرانسيسكس سيلفيوس. كان من بين زملائه فريدريك رويش وراينير دي غراف ونيلز ستنسن. خلال دراسته للطب، بدأ زفامردام بتحصيل مجموعته الخاصة من الحشرات.
انتقل زفامردام إلى فرنسا عام 1663 لمواصلة دراسته. درس سنة واحدة في الجامعة البروتستانتية في سومور تحت توجيه تاناكل فابر. في وقت لاحق، درس في باريس في الأكاديمية العلمية في ميلكيسديه تيفينوت. عاد في عام 1665 إلى جمهورية هولندا وانضم إلى مجموعة من الأطباء الذين كانوا يجرون دراسات تشريحية وينشرون أبحاثهم. بين عامي 1666 و1667، أنهى زفامردام دراسته في الطب بجامعة لايدن. أجرى بالتعاون مع فان هورن بحثًا في تشريح الرحم. استخدم تقنيات الحقن بالشمع ومجهرًا بعدسة واحدة صنعه يوهانس هَد. نُشرت نتائج ذلك البحث تحت عنوان «معجزة طبيعية أم بنيةٌ لرحم المرأة؟» سنة 1672. حصل زفامردام على درجة الدكتوراه في الطب عام 1667 تحت إشراف فان هورن لأطروحته حول آلية التنفس، التي نُشرت تحت عنوان «التنفس الرئوي الموسيقي».

## أبحاثه حول الحشرات
أثناء دراسته للطب، بدأ زفامردام تشريح الحشرات، وبعد تأهيله كطبيب، ركز اهتمامه عليها. ضغط عليه والده ليعمل وظيفتة تُكسبه لقمة عيش، ولكن زفامردام بقي على موقفه، ونشر في أواخر عام 1669 كتاب «التاريخ العام للحشرات»، أو «أطروحة عامة عن الحيوانات الصغيرة التي لا دم لها». لخصت تلك  الأطروحة دراسته للحشرات التي جمعها في كل من فرنسا وأمستردام. عارض المفهوم الأرسطي السائد عن كون الحشرات حيوانات ناقصة تفتقر للبنية الداخلية. بعد نشره البحث، سحب والده كل الدعم المالي. نتيجة لذلك، اضطر زفامردام، على الأقل في بعض الأحيان، إلى ممارسة مهنة الطب من أجل تمويل بحوثه الخاصة. حصل على إجازة في أمستردام لتشريح جثث الذين توفوا في المستشفى.
انخرط زفامردام خلال دراسته الجامعية في الأفكار الدينية والفلسفية التي سادت عصره. عارض بشكل قاطع الأفكار حول التولد الذاتي، التي اعتبرت أن الخالق أوجد بعض المخلوقات، ولكن الحشرات ليست من بينها. زعم زفامردام بأن تلك الفكرة من شأنها أن تعني ضمنًا وكفرًا بوجود أجزاء من الكون خارج إرادة الخالق. في دراسة علمية له، حاول زفامردام إثبات أن عملية الخلق حصلت مرة تلو الأخرى، وأنها كانت منتظمة ومستقرة. تأثر زفامردام إلى حدّ كبير بأفكار رينيه ديكارت، الذي تم تبني فلسفته الطبيعية على نطاق واسع من قبل مفكرين هولنديين. في عمله بعنوان «مقال عن المنهج» قال ديكارت أن الطبيعة منظمة وتتبع قوانين ثابتة، وبالتالي يمكن تفسير الطبيعة بشكل عقلاني.
كان زفامردام على قناعة بأن خلق أو وجود جميع الكائنات يتبع نفس القوانين. بعد أن درس الأعضاء التناسلية للرجال والنساء في الجامعة، شرع في دراسة التكاثر لدى الحشرات. كرس نفسه لدراسة الحشرات بعد اكتشافه أن للنحل ملكة وليس ملك. عرف زفامردام ذلك لأنه عثر على بيضٍ داخل النحلة. ولكنه لم ينشر تلك النتيجة. في عام 1669، زار كوزيمو الثاني دي ميديشي زفامردام وعرض عليه اكتشافًا ثوريًا آخر، وهو إمكانية رؤية أطراف وأجنحة الفراشة داخل الشرنقة (تُدعى اليوم بالقرص الحيوي). عندما نشر زفامردام كتاب «التاريخ العام للحشرات»، أو «أطروحة عامة عن الحيوانات الصغيرة التي لا دم لها» خلال وقت لاحق من تلك السنة، لم يخرج فقط عن فكرة أن الحشرات تفتقر إلى التشريح الداخلي، بل هاجم أيضًا الفكرة المأخوذة من الديانة المسيحية بأن الحشرات نشأت من تولد ذاتي وأن دورة حياتها كانت عبارة عن تحوّل بنيوي. أكد زفامردام أن جميع الحشرات تتكاثر بالبيوض وأن أطرافها تنمو وتتطور ببطء. وبالتالي ليس هناك تمييز بين الحشرات وما يسمى بالحيوانات العليا. أعلن زفامردام الحرب على ما أسماه «الأخطاء الفاحشة» بيد أن التفسير الرمزي السائد للحشرات، حسبما تصور، تعارض مع قدرة الخالق، المهندس العظيم. لذم عمل زفامردام على تبديد مفهوم التحول البنيوي للقرن السابع عشر؛ فكرة أن مراحل الحياة المختلفة للحشرة (مثل اليرقة والفراشة) تمثل أفرادًا مختلفين أو تحولًا مفاجئًا من نوع حيواني لآخر.

## الروحانية
عانى زفامردام من أزمة في الضمير. إذ كان يعتقد أن بحثه العلمي هو إجلالٌ للخالق، وأصبح يخشى أنه لربما كان يعبد صنم الفضول. في سنة 1673، تأثر زفامردام لفترة وجيزة بأفكار الروحانية الفلمنكية أنطوانيت بورينيون. تضمنت أطروحته لعام 1675 حول ذبابة مايو، بعنوان «الحياة التقويمية» أشعارًا إيمانية ووثقت تجاربه الدينية. وجد زفامردام الراحة بين يدي طائفة بورينيون في شلسفيغ هولشتاين، لكنه عاد إلى أمستردام في أوائل عام 1676. شرح في رسالته إلى هنري أولدنبورغ قائلًا: «لم أكن في أي وقت من الأوقات أكثر انشغالًا مما أنا عليه الآن، وقد بارك سيجد المهندسين مساعيّ».

## الكتاب المقدس للطبيعة
لم تُعطل أزمته الدينية بحثه العلمي سوى لفترة وجيزة، وبقي يعمل حتى وفاته المبكر عن عمر ناهز 43 عامًا على ما كان سيصبح أهم أعماله. لم يُنشر عمله عند وفاته سنة 1680، ونُشر تحت عنوان «الكتاب المقدس للطبيعة» من قبل الأستاذ في جامعة لايدن هيرمان بورهاف. اقتناعًا منه بأن جميع الحشرات تستحق الدراسة، كتب زفامردام أطروحة ضخمة حول أكبر عدد ممكن من الحشرات، مستخدمًا المجهر والتشريح. بإلهام من مارتشيلو ملبيغي، وصف زفامردام في كتابه «دود القز» البنية التشريحية لدود القز والذباب مايو والنمل وخنافس الأيل وعث الجبن والنحل والعديد من الحشرات الأخرى.

## إرثه
عُرف عمله بعنوان «التاريخ العام للحشرات» على نطاق واسع وأُشيد به. تمت ترجمته بعد وفاته بسنتين عام 1680 إلى الفرنسية، وإلى اللاتينية عام 1685. أشاد جون راي، مؤلف كتاب «تاريخ الحشرات» بمنهجيات زفامردام، قائلًا: «كانوا الأفضل على الإطلاق». رغم الأهمية التي حظي بها عمل زفامردام في مجال الحشرات والتشريح، إلا أن العديد من المؤرخين المعاصرين يذكرونه بسبب أساليبه ومهارته في استخدام المجاهر. طور تقنيات جديدة لفحص العينات وتشريحها، بما فيها الحقن بالشمع لتسهيل رؤية الأوعية الدموية. طوّر طريقة في التشريح استُخدمت لاحقًا لتشكيل أعضاء بشرية جوفاء. قابل علماء معاصرين له من أنحاء أوروبا، واستخدم صديقاه غوتفريد فيلهيلم لايبنتز ونيكولا مالبرانش بحوثه المجهرية لدعم فلسفتهم الطبيعية والأخلاقية. كان لزفامردام الفضل في نشر فكر اللاهوت الطبيعي للقرن الثامن عشر، حيث كشف عن التصميم العظيم للخالق في ميكانيكا النظام الشمسي، والفصول الأربعة، والندف الثلجية، وتشريح العين البشرية. نشر تي. فلويد ترجمة إنجليزية لأعماله في علم الحشرات عام 1758.
لا توجد صورة شخصية حقيقية ليان زفامردام في الوقت الحاضر. اللوحة التي تتضمنها هذه المقالة مستمدة من لوحة «درس التشريح للدكتور تولب» التي رسمها الفنان رامبرانت، وتمثل الطبيب الرائد من أمستردام هارتمان هارتمانزون (1591 – 1659).

## روابط خارجية
- يان زفامردام على موقع الموسوعة البريطانية (الإنجليزية)
- يان زفامردام على موقع إن إن دي بي (الإنجليزية)

## مزيد من القراءة
- Jorink, Eric. "'Outside God there is Nothing': Swammerdam, Spinoza, and the Janus-Face of the Early Dutch Enlightenment." The Early Enlightenment in the Dutch Republic, 1650–1750: Selected Papers of a Conference, Held at the Herzog August Bibliothek Wolfenbüttel, 22–23 March 2001. Ed. Wiep Van Bunge. Leiden, The Netherlands: Brill Academic Publishers, 2003. 81–108.
- Fearing, Franklin. "Jan Swammerdam: A Study in the History of Comparative and Physiological Psychology of the 17th Century." The American Journal of Psychology 41.3 (1929): 442–455
- Ruestow, Edward G. The Microscope in the Dutch Republic: The Shaping of Discovery. New York: Cambridge University Press, 1996.
- Ruestow, Edward G. "Piety and the defense of natural order: Swammerdam on generation." Religion Science and Worldview: Essays in Honor of Richard S. Westfall. Eds. Margaret Osler and Paul Lawrence Farber. New York: Cambridge University Press, 1985. 217–241.